# Гедиз
Геди́з (устар. Гедис-Чай, Хедиз-Чай, Сарабат, Гермос; тур. Gediz Nehri) — крупная река в Турции. Протекает по территории следующих илов: Измир, Маниса, Ушак и Кютахья.
Река берёт начало у хребта Мурат на западе Анатолийского плоскогорья. Длина реки составляет 341 км. Впадает в Измирский залив Эгейского моря. Бассейн охватывает территорию в 17500 км². Количество воды в реке сильно меняется в зависимости от сезона. Река с осенним паводком, с максимум в ноябре-декабре. Самый низкий уровень воды в реке летом, в период с августа по сентябрь. Крупнейшее водохранилище — Демиркёпрю.
Упоминается Гомером в «Илиаде» как Герм (др.-греч. Ἕρμος).
По данным исследования, опубликованного в журнале Quaternary Science Reviews, в древних отложениях реки Гедиз было обнаружено каменное орудие. Фрагмент кварцитового инструмента оценивается возрастом 1,17—1,24 млн лет.